# Saint-Juvin
 Saint-Juvin  là một xã ở tỉnh Ardennes, thuộc vùng Grand Est ở phía bắc nước Pháp.